# 李鍾根
李 鍾根（イ・ジョングン、朝鮮語: 이종근、1923年10月22日 - 2003年10月22日）は、大韓民国の政治家、陸軍軍人。第6・7・9・10・13・14代韓国国会議員。
本貫は全義李氏。雅号は月村（ウォルチョン、월촌）。

## 経歴
1923年10月22日、日本統治時代の朝鮮で忠清北道の清州または忠州に生まれた。忠州農業高等学校（現・国原高等学校）を卒業後、陸軍士官学校（8期）、陸軍大学を卒業した。陸軍軍人として朝鮮戦争に参戦した後、第1軍司令部作戦課長を経て、金鍾泌に誘われて5・16軍事クーデターに参加した。陸軍准将として予備役に編入した後、第6代総選挙に民主共和党の公認で立候補して当選し、その後も5期議員を務めた。また、韓国国民党、新民主共和党、自民連などの設立にも名を連ねた。
2003年10月22日、持病により81歳で死去し、大田国立墓地将軍墓地に埋葬された。

## 私生活
清廉で知られ、国会の閉会中には自ら農作業を行なっていたことなどから『清白吏の標本』などと評された。